# 大正町 (臺中市)

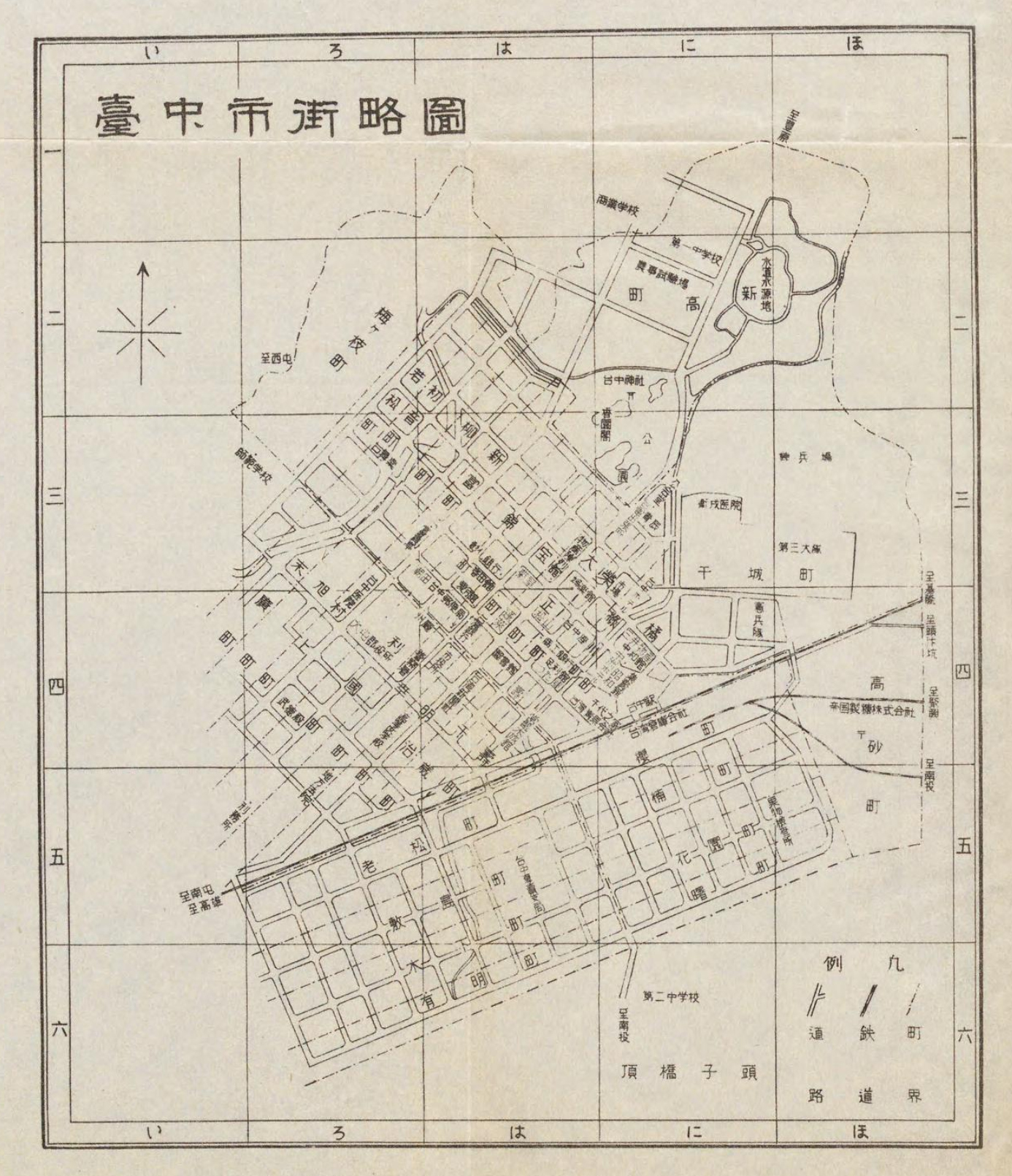
臺中市街略圖

大正町為台灣日治時期臺中州臺中市的町，分為六丁目；其最初在1916年公告為通稱町名，在1926年4月1日的町名改正公告中才正式設立，原臺中市大字的臺中改為31個町。大正町通為現今的自由路二段。

## 町內設施

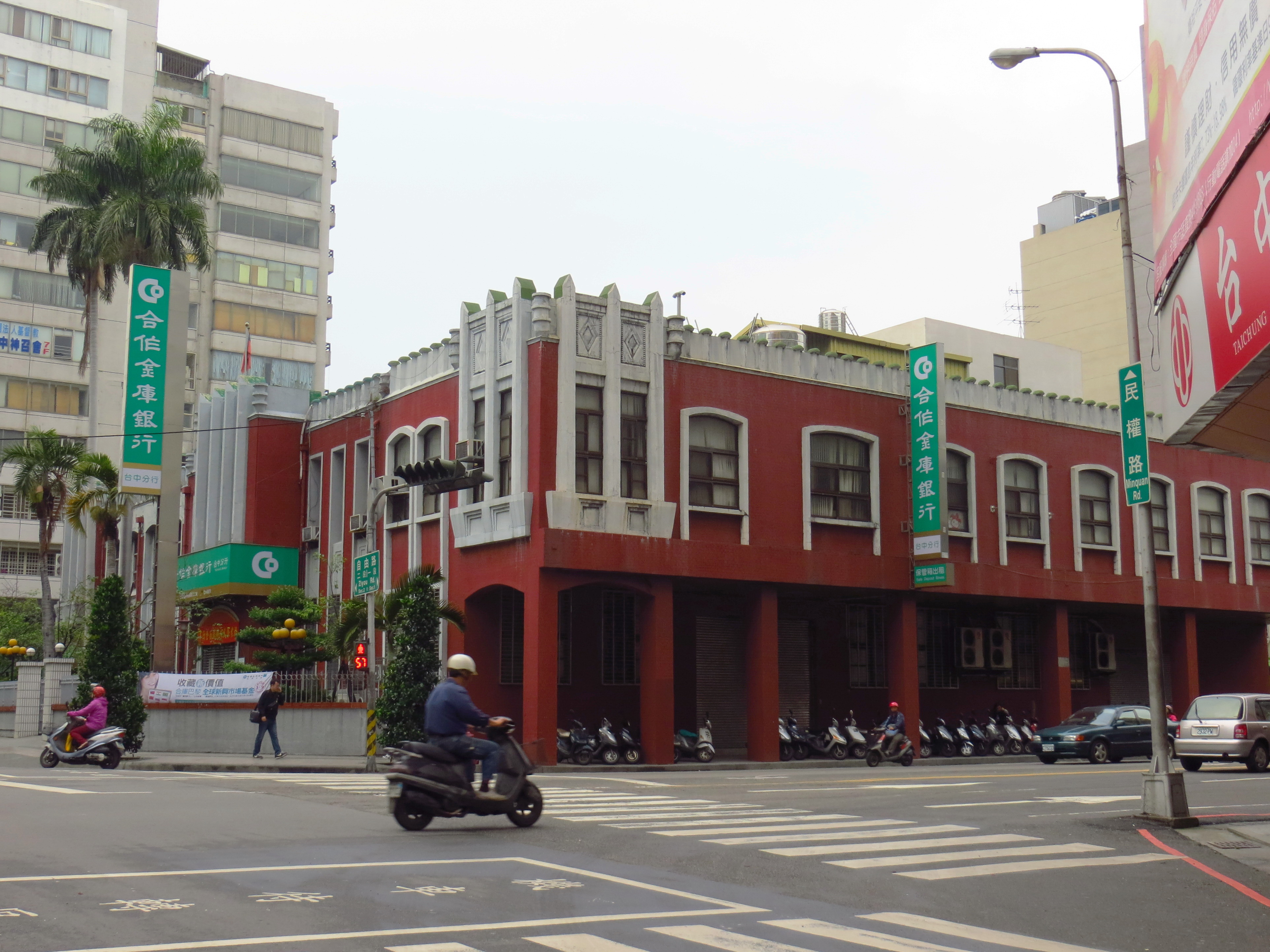
臺中州立圖書館

彰化銀行本店

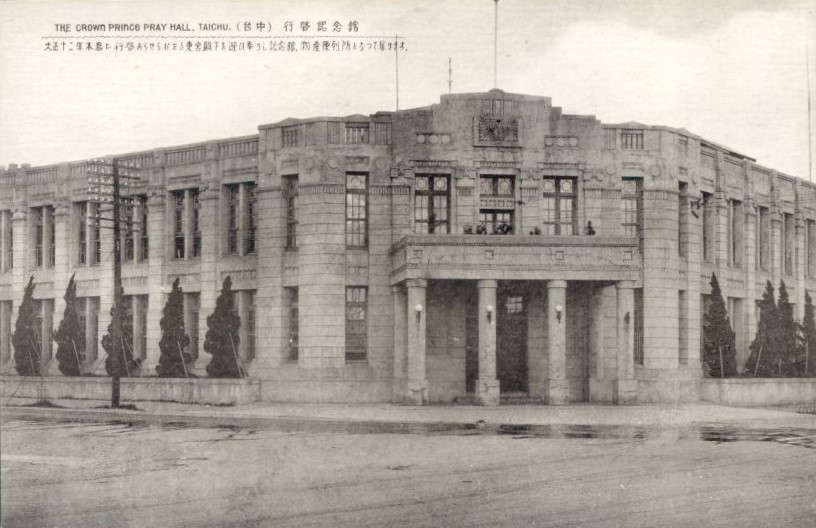
臺中行啟記念館

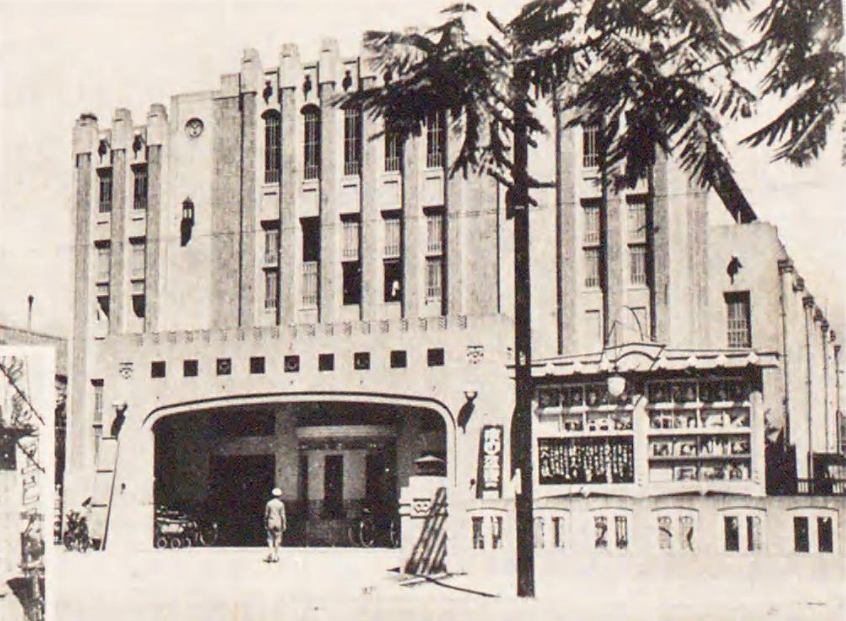
臺中娛樂館

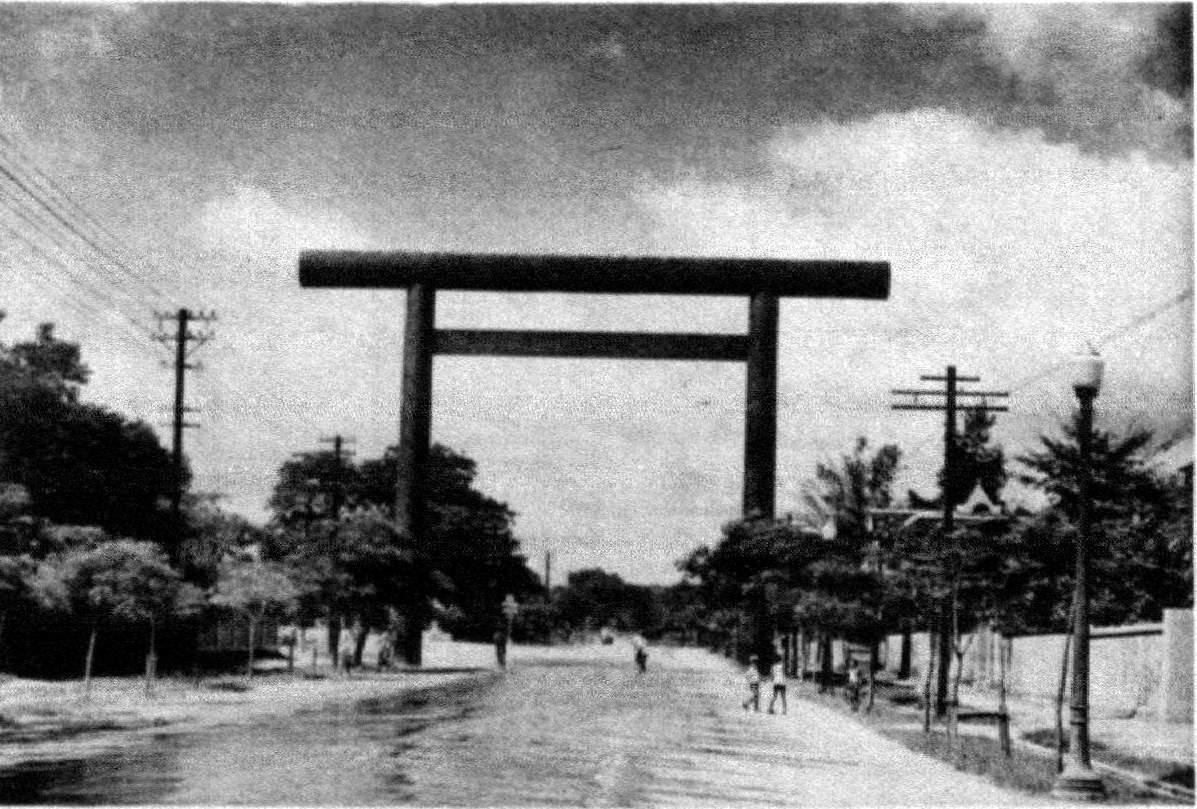
大正町通的台中神社大鳥居

一丁目
- 臺中州立圖書館

- 臺中州自動車協會

二丁目
- 日本生命保險台中出張所
- 大有商行台中支店

三丁目
- 株式會社彰化銀行本店

四丁目
- 臺中行啟記念館

- 臺中娛樂館

- 臺中測候所

五丁目
- 台中興信所台中支所

六丁目
- 台中市尹官邸
- 臺灣電力株式會社台中出張所
- 臺中神社大鳥居